# Kanonbåden Øresund
Øresund var en kanonbåd, bygget på Orlogsværftet og søsat i 1874. Søsterskib til Store Bælt og Lille Bælt. Den var lidt mindre end Falster, men havde samme armering. Dens maskineri var på 200 HK.

## Tekniske data

### Generelt
- Længde: 26,1 m
- Bredde:  8,0 m
- Dybgang: 2,1 m
- Deplacement: 240 ton
- Fart 7,4 knob
- Besætning: 36

### Armering
- Artilleri: 1 styk 25,4 cm kanon (10") og 2 styk 50 mm (4 pund) riflede forladekanoner. Senere omarmeret med 1 styk 57 mm og 6 styk 37 mm kanoner, alle hurtigtskydende.

## Tjeneste
- Søsat i 1874. Efter tjeneste som kanonbåd fungerede det som kuldepotskib (Kuldepotskib nr. 1). Udgået i 1912.